# Eslovenia en los Juegos Paralímpicos de Pekín 2008
Eslovenia estuvo representada en los Juegos Paralímpicos de Pekín 2008 por un total de 30 deportistas, 16 mujeres y 14 hombres.

## Medallistas
El equipo paralímpico esloveno obtuvo las siguientes medallas:
| Nombre        | Deporte       | Evento                             |
| ------------- | ------------- | ---------------------------------- |
| Oro           |               |                                    |
| —             |               |                                    |
| Plata         |               |                                    |
| Jože Flere    | Atletismo     | Disco F32/51 masculino             |
| Bronce        |               |                                    |
| Mateja Pintar | Tenis de mesa | Individual 3 femenino              |
| Franc Pinter  | Tiro          | Rifle de aire de pie SH1 masculino |